# Подлесный, Анатолий Игнатьевич
Анатолий Игнатьевич Подлесный (17 сентября 1934 — 10 декабря 2020, Севастополь) — советский и украинский театральный актёр. Служил в Севастопольском русском драматическом театре им. А. В. Луначарского. Заслуженный артист УССР (1983). Народный артист Украины (1999).

## Биография
Родился 17 сентября 1934 года. Закончил Харьковский театральный институт в 1957 году. Был принят на работу в Севастопольский русский драматический театр имени А. В. Луначарского, где непрерывно прослужил более 50 лет. На сцене театра сыграл более 200 ролей разного плана.
В 1980 году удостоен диплома имени народного артиста СССР А. М. Бучмы за лучшее исполнение мужской роли (М. Фрунзе в спектакле «Финал»). В 1983 году Анатолию Игнатьевичу Подлесному было присвоено звание «Заслуженный артист УССР». В 1994 году за роль Звездинского в спектакле «Плоды просвещения» актёр был удостоен Госпремии Автономной республики Крым. Народный артист Украины (1999).
Избирался депутатом Севастопольского горсовета, возглавлял постоянно действующую комиссию по культуре.
Умер 10 декабря 2020 года в Севастополе. Похоронен на кладбище 5-й километр (Кальфа).

## Творчество
Дебютантом участвовал в роли Ведущего в спектакле «Оптимистическая трагедия» по пьесе Вс. Вишневского, премьера которого состоялась 8 сентября 1957 года в новом здании театра. Роль С. Н. Тимирёва в спектакле «Колчак» по пьесе В. Фроловой и М. Кондратенко была отмечена критиками как достоверный и психологически точный образ царского морского офицера. Комедийная сторона дара и вокальные возможности раскрылись в роли Боцмана в оперетте «Севастопольский вальс» Е. Гальперина и Ю. Анненкова, ставшем визитной карточкой театра.
Роли: Большов в «Банкроте» А. Островского, Ахов («Не все коту масленица» А. Островского), Мультик («Вечер» А. Дударева), Отец («А дальше тишина» В. Дельмара), Цудечкис («Я вам расскажу за ту Одессу…» М. Серебро), Игорь («Millenium» по пьесе Н. Птушкиной «Пока она умирала»), Мессершман в «Приглашении в замок» Ж. Ануя, Казарин в спектакле по пьесе М. Ю. Лермонтова «Маскерадъ, или Заговор масок».

## Награды
- орден «Знак почета»[1],
- Медали «За трудовую доблесть», «50 лет Победы в Великой Отечественной войне», «Ветеран труда», «За доблестный труд в ознаменование 100-летия со дня рождения Ленина», знаком «Отличник культурного шефства над Вооруженными силами СССР»,
- Заслуженный артист УССР (1983)
- Госпремия Автономной республики Крым (1994).
- Народный артист Украины (1999)[2].